# Angarský krjaž
Angarský krjaž (rusky Ангарский кряж) je horský hřbet v Irkutské oblasti Ruska. Rozkládá se v jihovýchodní části Středosibiřské vysočiny od úpatí Východního Sajanu na severovýchodě po povodí Dolní Tunguzky. Délka je asi 800 km, výška je do 980 m, hřbet tvoří několik souběžných hřebenů.
Na severovýchodních svazích rostou listnáče, na jihozápadních borové lesy. Jsou zde ložiska železné rudy.